# Nikola Burović (pomorac i pjesnik)
Nikola Burović (Perast, oko 1655. – ?, 1737.), hrvatski pomorac i pjesnik, skupljač i prepisivač narodnih i crkvenih pjesama. Sin je pomorca i vojnika Tripa Burovića i otac hrvatskog pjesnika Luke.

## Životopis
Rođen u Perastu u poznatoj pomoračkoj obitelji Burović. S vlastitim brodovljem sudionik više pomorskih bitaka u mletačko-turskim ratovima. Istaknuo se u bitkama u Morejskom ratu kraj Korona 1685., Modona 1686. i pomorju poluotoka Peloponeza 1686. godine. S mletačkim snagama osvojio Herceg-Novi 1687., borio se kod Cetinja 1692., Klobuka, Trebinja i Carina (1694. – 95.), gdje je obnašao i službu mletačkog guvernadura. Nakon 20 godina opet je u ratovima. Sudionik bitaka kod Bara 1717. i Ulcinja 1718. godine.
Bio je sudac, kapetan (1717. – 19., 1723. – 27.) i prokurator u peraškoj općini. Darivao crkvi Gospe od Škrpjela. Poznat po pjesmama. Pisao je prigodnice Vicku Zmajeviću i Ivanu Buroviću. Zaslužan je za sačuvanost većeg broja djela hrvatskih pisaca iz dubrovačkog (npr. Mavro Vetranović) i bokeljskog kraja, jer je skupljao i prepisivao narodne i crkvene pjesme.